# Trirhabda borealis
Trirhabda borealis är en skalbaggsart som beskrevs av Blake 1931. Trirhabda borealis ingår i släktet Trirhabda och familjen bladbaggar. Inga underarter finns listade i Catalogue of Life.